# Acetylbromide
Acetylbromide (IUPAC-naam: ethanoylbromide) is een organische verbinding met als brutoformule C2H3BrO. Het is een corrosieve kleurloze vloeistof met een scherpe geur, die bij contact met lucht geel wordt.

## Synthese
Acetylbromide wordt gesynthetiseerd uit een reactie van azijnzuur en fosfortribromide:
{\displaystyle \mathrm {3\ CH_{3}COOH\ +\ PBr_{3}\longrightarrow \ 3\ CH_{3}COBr\ +\ H_{3}PO_{3}} }

## Toxicologie en veiligheid
De stof ontleedt bij verhitting met vorming van giftige en corrosieve dampen, onder andere waterstofbromide en carbonylbromide. Ze reageert hevig met water, methanol of ethanol, met vorming van waterstofbromide. Acetylbromide tast, in aanwezigheid van water, een groot aantal metalen aan.